# Aeroporto Comandante Espora
O Aeroporto Comandante Espora(em castelhano:  Aeropuerto Comandante Espora) ((IATA: BHI, ICAO: SAZB) é o aeroporto que serve a cidade de Bahía Blanca, província de Buenos Aires, Argentina. Está localizado a 12 km do centro da cidade.

## Histórico
A base aeronaval Comandante Espora foi construída na década de 1930 para substituir a antiga base de Puerto Belgrano, que não podia suportar as aeronaves mais novas que o Comando da Aviação Naval estava adquirindo. A nova base foi construída em terrenos próximos ao já existente "Aeródromo Civil da Bahía Blanca", também conhecido como Villa Harding Green, localizado a aproximadamente 5 km de Bahía Blanca e a 25 km da Base naval de Puerto Belgrano (BNPB). O novo aeródromo foi inaugurado em 16 de junho de 1939, conforme o Decreto nº 33.684 / 939.
Entre 1945 e 1964, sediou a Escola de Aviação Naval e, a partir de 1970, a sediou também o Comando da Aviação Naval. Desde 1968, foi aberto ao tráfego civil e comercial, substituindo a antiga pista de pouso civil em Villa Harding Green, as instalações e a pista foram ampliadas e em 1972 foram liberadas para o tráfego comercial que liga o Sul da Argentina. Em setembro de 1977, novas extensões de pista que permitem aeronaves do tamanho de Boeing 747 foram concluídas.

## Companhias Aéreas e Destinos

### Terminal A
| Companhias            | Destinos |
| --------------------- | --- |
| Aerolíneas Argentinas | Buenos Aires                                                                                                  |
| LADE                  | Buenos Aires, Comodoro Rivadavia, Córdoba, Mar del Plata, Necochea, Paraná, San Antonio Oeste, Trelew, Viedma |